# Hieracium chromolepium
Hieracium chromolepium là một loài thực vật có hoa trong họ Cúc. Loài này được (Zahn) Kem.-Nath. mô tả khoa học đầu tiên.